# Eduard Šimek
Eduard Šimek (17. března 1879 Ostrolovský Újezd – 12. února 1936 Plzeň) byl český a československý politik a meziválečný senátor Národního shromáždění ČSR za Československou národní demokracii.

## Biografie
Pocházel z učitelské rodiny z Ostrolovského Újezdu. Absolvoval obecnou školu ve Skvrňanech. Jeden rok studoval na gymnáziu v Českých Budějovicích, pak přešel na reálnou školu Ústřední matice školské. Navštěvoval učitelský ústav v Plzni. Od roku 1898 působil jako podučitel v obecní škole ve Skvrňanech. Byl aktivní ve veřejném životě. Od roku 1898 byl i literárně činný. Psal básně, texty písní, operní libreta, fejetony, divadelní hry a romány. V roce 1919 vyhrál 1. cenu soutěže pořádané listem Český deník o nejlepší fejeton (Pohádka zimního večera). Spoluzakládal plzeňskou Mladou stráž. Angažoval se na podporu českých menšin. Profesí byl ředitelem měšťanské školy v Plzni.
Po parlamentních volbách v roce 1929 získal senátorské křeslo v Národním shromáždění. Mandát nabyl až dodatečně v roce 1932 jako náhradník poté, co rezignoval senátor Vladimír Fáček. V senátu setrval do roku 1935.
Zemřel v únoru 1936 ve spánku v plzeňské nemocnici. Po půl roku byl vážně nemocen a od září 1935 byl upoután na lůžko.